# Atribuição falsa
A falsa atribuição pode se referir a uma atribuição incorreta em geral, quando uma cotação ou obra é acidental, tradicionalmente ou baseada em informações incorretas atribuídas à pessoa ou grupo errado. Também pode ser uma falácia específica quando um defensor apela a uma fonte irrelevante, não qualificada, não identificada, tendenciosa ou fabricada em apoio de um argumento. Contextomia (citar fora do contexto) é um tipo de atribuição falsa.

## Identificação incorreta da fonte
Um caso particular de má atribuição é o efeito Mateus. Frequentemente, uma citação é atribuída a alguém mais famoso do que o autor real. Isso leva a citação a ser mais famosa, mas o verdadeiro autor a ser esquecido. Tais atribuições errôneas podem originar-se como uma espécie de argumento falacioso, se o uso da citação tiver a intenção de ser persuasivo, e o apego a uma pessoa mais famosa (seja intencionalmente ou por não lembrar) emprestaria mais autoridade. Por exemplo, nos estudos bíblicos judaicos, todo um grupo de livros atribuídos erroneamente é conhecido como pseudepígrafado.

## Falácia
Um advogado fraudulento pode ir tão longe a ponto de fabricar uma fonte para apoiar uma reclamação. Por exemplo, o "Levitt Institute" foi uma falsa organização criada em 2009 com o único propósito de enganar (com sucesso) a mídia australiana para que ele informasse que Sydney era a cidade mais ingênua da Austrália.